# Noto
Noto — семейство шрифтовых гарнитур с засечками и без, состоящее из более 100 самостоятельных шрифтов, разработанных для покрытия всех письменностей, заложенных в системе Юникод. Разработано с целью достижения визуальной гармонии (например, соответствующей высоты и толщины штриха) для разных языков/письменностей. По заказу Google лицензируется под лицензией SIL. До сентября 2015 года шрифты находились под лицензией Apache 2.0.

## Покрытие системы Юникод
Изначально шрифты были лицензированы у разработчиков: так, клинопись у Noto и Windows 10 одна и та же, разработки компании Monotype. На доработку шрифтов до новых версий Юникода Google широко привлекает добровольцев.

### Латинский, греческий, кириллица
Самая главная пара шрифтов называется Noto Sans и Noto Serif, в разработческих документах известна под прозвищем Latin-Greek-Cyrillic. Как и Open Sans, они производные от шрифтов Droid.
Юникод 15.1 почти полностью поддерживается: нет отдельных символов латиницы и кириллицы из Юникода 15.0.
Оба шрифта вариативны по жирности, но автоматически строятся и фиксированные версии. Поддержка необычных типов вёрстки обрывочная: с одной стороны, на каждый глиф автоматически устанавливается якорь для символа «перечёркивание», с другой — часть меток, особенно из блока FE20…FE2F «Комбинирующие полузнаки», плохо поддерживаются.
В 2024 году над обновлением кириллической версии работала Йована Йокич (Jovana Jocić, шрифтовой дизайнер и художник-оформитель из Белграда) с консультациями Михаила Струкова.

### Знаки и рисунки
Представлены тремя шрифтами: Noto Sans Math (одно начертание, интегралы и суммы засечек не имеют), Noto Sans Symbols (вариативный) и Noto Sans Symbols 2 (одно начертание). Создание Serif Math, где интегралы и суммы с засечками, только рассматривается.
Поддерживаются дингбаты, математические буквы и цифры, алхимические символы, игральные карты, кости домино, символы со старых компьютеров и многое другое. На начало 2024 года неподдерживаемые символы единичны.

### Китайский, корейский, японский
Noto CJK — это перемаркированные версии шрифтов Adobe Source, разработанные Adobe и Google, которые содержат китайско-японские иероглифы, хангыль, катакану и хирагану. Латинские буквы и цифры взяты из шрифтов Source Pro. ККЯ-шрифты переполнены и с 2021 не разрабатываются, только исправляют ошибки.
Помимо стандартных дистрибутивов, Кен Лунде из Adobe поддерживает версию «Super» OpenType Collection (OTC), в которой семейства представлены сразу под двумя названиями. Поскольку в OTC повторно используются существующие глифы, такой файл, содержащий шрифты Noto и Source, всего на 200 КБ больше, чем файл, содержащий только шрифты Source.
На начало 2024 года в разработке демо-версия (1000 символов) вариативного по жирности ККЯ-шрифта с засечками.
Нюй-шу, тангутский, хэнтайгана и другие к ККЯ не относятся, переполнением не затронуты и разрабатываются отдельно.

### Прочие письменности

Source Han Sans — совместная работа Adobe и Google, переименованная в Noto Sans CJK для восточноазиатских письменностей

На начало 2024 семейство почти полностью покрывает не-ККЯ Юникод 15.1: в разработке символы из джайнизма, отсутствуют запись языка малаялам сирийскими буквами (Юникод 10), расширенное форматирование египетских иерогифов, другие мелкие добавления.
С 2020 Noto вторым после автора заявки Юникода покрывает необычные письменности — тото после SIL International, кипро-минойское письмо после George Douros, макасарское письмо после Anshuman Pandey… По качеству поддержки сложных письменностей Noto обычно проигрывает более специализированным шрифтам: Segoe UI Historic поддерживает подстрочные буквы брахми, а Noto Sans Brahmi — на сентябрь 2023 нет. Шрифты Segoe UI Historic и NewGardiner, программа JSesh избежали большинства ошибок в таблицах египетских иероглифов, а Noto — собрал почти все. В 2020 году автор одного из бирманских шрифтов протестировал три шрифта на поддержку монского — первым ожидаемо оказался его собственный, второй был за авторством SIL International, и последним — Noto.
Бывает и обратное: Noto шёл в авангарде поддержки канадского слогового письма, один и тот же Кевин Кинг работал и над Noto, и над исправлениями в Юникод. Разработка шрифта ванчо шла в тесном взаимодействии с народом, и изобретатель письма так оценил Noto, что сделал его образцовым.
Гордость Noto — 2-мегабайтный шрифт стенографии Дюплойе из 10 тыс. глифов и 500 правил.

### Эмодзи
Эмодзи оперативно обновили до Юникода 15 уже в сентябре 2022. Эмодзи 15.1 вышли в декабре 2023.
Стиль эмодзи эклектичен, изображения обновляются блоками: например, в 2022 году обновили все руки. Текущий (2022) стиль — сплошными цветами, без обводки и градиентов (кроме случаев, когда с обводкой и градиентами читается лучше). Только колобки последовательно обведены тёмным градиентом. Блики, тени и полупрозрачность применяются широко — снова-таки, сплошными цветами.
У всех эмодзи есть и чёрно-белые версии.
Эмодзи Noto используются во всех службах Гугла (Gmail, Chrome OS, Android…), а за пределами Гугла — в Slack.

### Состав знаков
По состоянию на апрель 2021 года шрифты Noto в репозитории GitHub поддерживают Юникод 13:
|                | Noto  | Unicode | % Unicode |
| -------------- | ----- | ------- | --------- |
| Не CJK         | 46794 | 49256   | 95.0%     |
| CJK            | 30867 | 94442   | 32.7%     |
| Полный Unicode | 77661 | 143698  | 54.0%     |

## Происхождение названия Noto
В вебе в текстах на разных языках иногда появляются белые прямоугольники. На профессиональном сленге их называют «tofu», из-за схожести с кубиками соевого сыра. Так происходит, когда в шрифте, который используется, отсутствуют символы, необходимые для отображения необходимых знаков (букв, иероглифов и т. д.). Название Noto пошло от идеи Гугла больше не видеть никаких тофу в онлайне — «no tofu».

## Использование
Некоторые проекты предоставляют пакет для установки шрифтов Noto, например Debian, Arch Linux, CTAN. Начиная с версии 6.0, входит в состав LibreOffice.
С 2019 года IKEA использует индивидуальную версию Noto IKEA как корпоративный шрифт в паре со стандартными версиями Noto Sans, пришедшими на замену Verdana, для поддержки 800 различных языков.